# Mülforter Straße 27 a (Mönchengladbach)

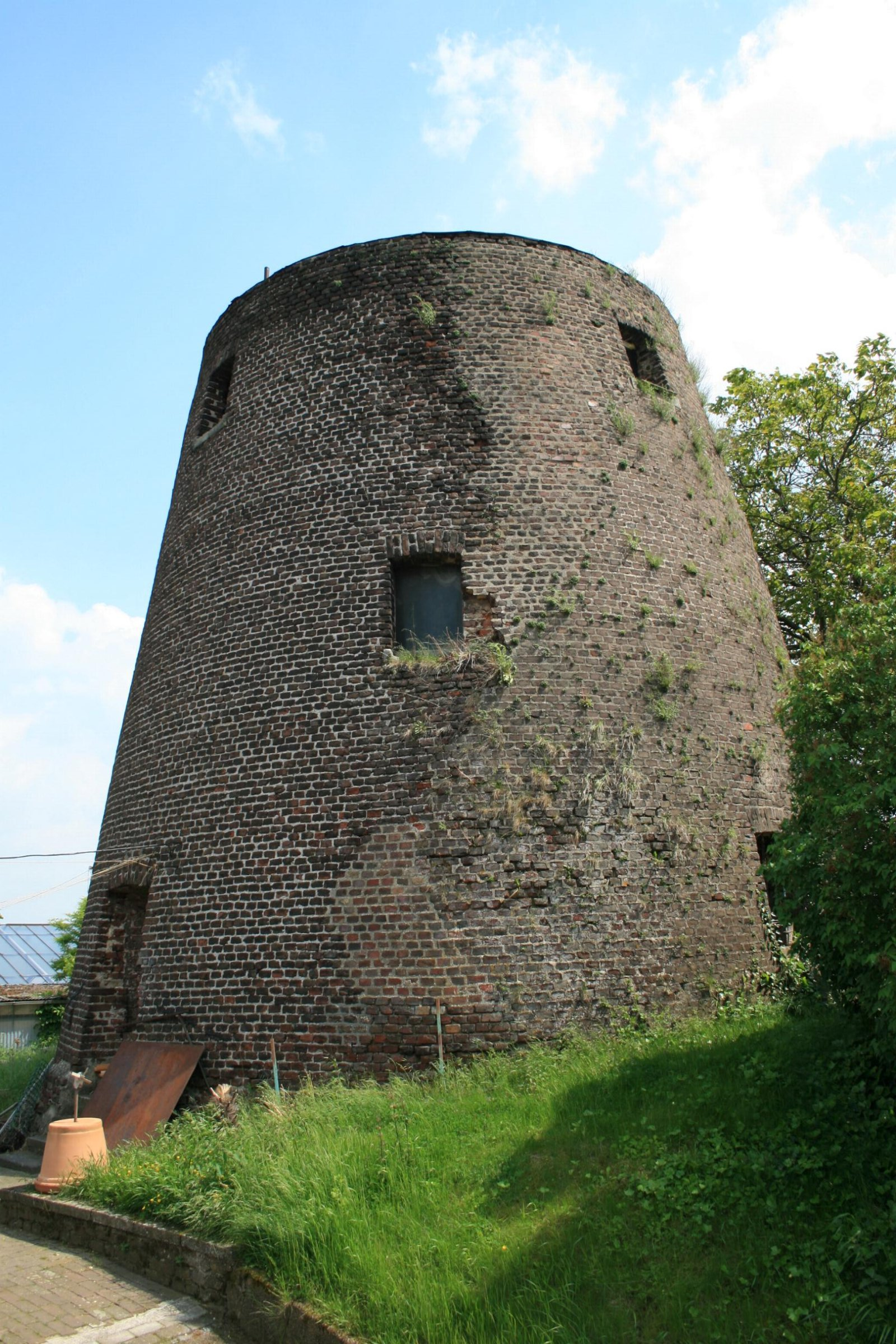
Windmühlenschaft (2010)

Der Windmühlenstumpf Mülforter Straße 27 a steht im Stadtteil Giesenkirchen in Mönchengladbach (Nordrhein-Westfalen).
Die Windmühle wurde am Ende des 18. Jahrhunderts erbaut. Es wurde unter Nr. M 011 am 4. Dezember 1984 in die Denkmalliste der Stadt Mönchengladbach eingetragen.

## Lage
Der Mühlenstumpf liegt auf einer Anhöhe an der Mülforter Straße auf dem Gelände einer Gärtnerei im Ortsteil Giesenkirchen.

## Architektur
Das Mauerwerk des Mühlenstumpfes hat einen Basisdurchmesser von etwa 10 m. Die Höhe des konischen Stumpfes liegt bei etwa 11 m. Im angeschütteten Erdsockel liegt ein Kellergeschoss, das an der Westseite einen mit Gewölben ausgestatteten Kellerzugang hat. Der Turmstumpf verjüngt sich an der jetzigen Dachfläche am oberen Kegelstumpf auf einen Durchmesser von insgesamt etwa 7 m.